# Министерство регионального развития и местного самоуправления Австралии
Министерство регионального развития и местного самоуправления Австралии отвечает за:
- Конституционное развитие северных территорий
- Конституционное развитие австралийской столичной территории
- Предоставление различных районных и сельских услуг
- Планирование и управление земельными ресурсами в Австралийской столичной территории
- Региональное развитие
- Вопросы, касающиеся местного самоуправления
- Региональная политика Австралии и её координация
- Поддержка министров и парламентских секретарей при выполнении их региональных обязанностей

## Регионы
- Залив Джервиса
- Кокосовые острова (Килинга)
- остров Рождества
- острова Кораллового моря
- острова Ашмора и Картье
- остров Норфолк